# Próspero de Bofarull y Mascaró
Próspero de Bofarull y Mascaró (Reus, 1 de septiembre de 1777-Barcelona, 29 de diciembre de 1859) fue un historiador español, archivero y director del Archivo General de la Corona de Aragón, primero entre 1814 y 1840 y, más tarde, entre 1844 y 1849. 

## Biografía
De formación jurídica, estudió en las universidades de Cervera y de Huesca. Liberal moderado y persona meticulosa. A lo largo del tiempo que estuvo a la cabeza del Archivo lo reorganizó y le dio valor después de una época en la que casi había estado abandonado.
En 1836 publicó Los Condes de Barcelona Vindicados y Cronología y Genealogía de los Reyes de España Considerados Como Soberanos Independientes de Su Marca, que abrieron las puertas a la investigación sobre los soberanos aragoneses, y aportó numerosos datos desconocidos, aunque con los años algunos se han demostrado incompletos e inexactos y han dado pie a errores cronológicos y de contexto.
Su hijo Manuel de Bofarull y de Sartorio (Barcelona, 1816-1892) fue también un significado archivero e historiador.

## Críticas
En la década de 1980 el historiador y filólogo medievalista Antonio Ubieto Arteta acusó a Próspero de Bofarull y Mascaró de haber falsificado en 1847 el Llibre del Repartiment de Valencia, descartando varios asientos que se referían a repobladores aragoneses, navarros y castellanos y de muchas otras «naciones». También se le ha criticado la desaparición del testamento del rey Jaime I, en el legajo 758. Sin embargo, según Carlos López Rodríguez, dichas acusaciones serían falsas dado que los tachones que se aprecian en el manuscrito fueron hechos según la práctica notarial de mediados del siglo XIII, y la edición hecha por Bofarull reproduce las anotaciones sin ningún sesgo territorial.
El sobrino de Próspero de Bofarull y Mascaró, el también historiador Antonio de Bofarull, ahondó en la ucronía con la publicación, en 1872, de la obra Confederación catalano-aragonesa que confería al condado de Barcelona el mismo estatuto que al reino de Aragón.